# Imperator Nikolaj I (1916)
Imperator Nikolaj I byla bitevní loď stavěná za první světové války pro Černomořské loďstvo Ruského carského námořnictva. Plavidlo mělo mít stejnou výzbroj jako předcházející třída Imperatrica Marija, bylo však lépe pancéřované. S překotným vývojem událostí války a pozdější ruské revoluce a občanské války loď několikrát změnila majitele. Když ji definitivně získali Sověti, navzdory původním plánům na dostavbu loď v roce 1923 sešrotovali.

## Stavba

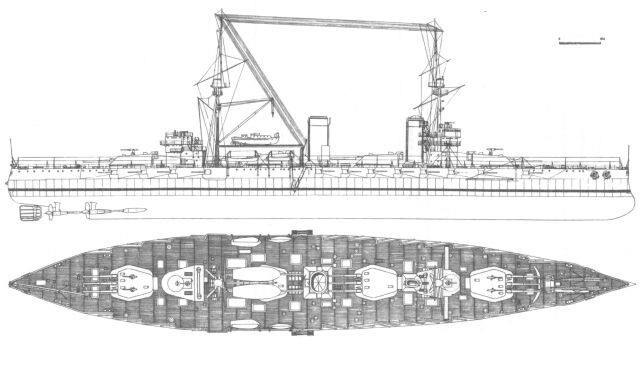
Nákres lodi

Stavba bitevní lodě Imperator Nikolaj I byla zahájena v roce 1915 v Nikolajevu. V říjnu 1916 byl hotový trup plavidla spuštěn na vodu; další průběh prací však zkomplikoval vývoj první světové války. Po únorové revoluci v dubnu 1917 nedokončené plavidlo dostalo nové jméno Děmokracija a v říjnu 1917 roce byly práce na dokončení lodě přerušeny. V březnu 1918 německá armáda obsadila Nikolajev, kde mimo jiné, ukořistila rozestavěnou Děmokraciji. Práce na lodi však nebyly obnoveny.
Po německé kapitulaci ukořistěné lodě 25. listopadu 1918 převzala Velká Británie, která se v oblasti podílela na protibolševické intervenci sil Dohody v rámci ruské občanské války. V březnu 1919 zahájila Rudá armáda ofenzivu, která v následujícím měsíci ohrožovala Krym. Intervenční a bělogvardějské jednotky proto musely být z Krymu evakuovány do Novorossijska. To zahrnovalo likvidaci rozestavěných či plavby neschopných plavidel. Nedokončenou Děmokraciji proto Britové 29. dubna 1919 těžce poškodili pomocí výbušnin. Sovětské námořnictvo později zvažovalo opravu a dokončení plavidla, nakonec ale byla roku 1923 rozebrána.

## Konstrukce
Hlavní výzbroj po dokončení tvořilo dvanáct 305mm kanónů ve čtyřech třídělových věžích stojících v ose lodi. Sekundární výzbroj tvořilo dvacet 130mm kanónů umístěných v kasematech. Lehkou výzbroj představovalo osm 75mm kanóny a čtyři 47mm kanóny. Lodě rovněž nesly čtyři 457mm torpédomety. Nejvyšší rychlost dosahovala 23 uzlů.